# ربکا نولین
ربکا نولین (انگلیسی: Rebecca Nolin؛ زادهٔ ۱۲ آوریل ۱۹۸۳) بازیکن فوتبال اهل ایالات متحده آمریکا است.
از باشگاه‌هایی که در آن بازی کرده‌است می‌توان به آتلانتا بیت و باشگاه فوتبال زنان چلسی اشاره کرد.